# ゾッペ・ディ・カドーレ
ゾッペ・ディ・カドーレ（伊: Zoppè di Cadore）は、イタリア共和国ヴェネト州ベッルーノ県にある、人口約200人の基礎自治体（コムーネ）。

## 地理

### 位置・広がり

#### 隣接コムーネ
隣接するコムーネは以下の通り。
- ヴァル・ディ・ゾルド
- ヴォード・ディ・カドーレ

### 気候分類・地震分類
気候分類では、zona F, 4891 GGに分類される。
また、イタリアの地震リスク階級 (it) では、zona 3 (sismicità bassa) に分類される。